# Leo Sowerby
Leo Sowerby (født 1. maj 1895 i Grand Rapids, Michigan, død 7. juli 1968 i Port Clinton, Ohio, USA) var en amerikansk komponist og organist. Sowerby flyttede til Chicago i 1909, hvor han senere studerede komposition hos Percy Grainger. I 1946 vandt han Pulitzerprisen for kantaten Canticle of the Sun. I 1962 grundlagde han College of Church Musicians ved Washington National Cathedral. Han har bl.a. komponeret orgelstykker, fem symfonier og to klaverkoncerter. Han komponerede i neoklassisk stil og var kirkeorganist og korleder ved St James Episcopal Cathedral i 35 år (1927 – 1962). Han har skrevet mere end 300 sange.

## Udvalgte værker
- Symfoni Nr. 1 (1921) - for orkester
- Symfoni nr. 2 (1927) - for orkester
- Symfoni nr. 3 (1939–1940) - for orkester
- Symfoni nr. 4 (1944–1947) - for orkester
- Symfoni nr. 5 (1964) - for orkester
- 2 Klaverkoncerter (1916 Rev. 1919, 1932) - for klaver og orkester
- 2 Cellokoncerter (1914-1916, 1929-1934) - for cello og orkester
- Symfoni for orgel i G-dur (1930) - for solo orgel
- "10 Hymne Preludier" (udgivet separat; 1950'erne) - for solo orgel
- Sinfonia Brevis (Lille symfoni) (1965) - for solo orgel
- "Passacaglia" (1967) - for solo orgel
- "Fra nordlandet (1923) (orkestersuite) - for orkester
- "Prærien" (1929) (Symfonisk digtning) - for orkester
- "Forladt af mennesket" (1939) - kantate for kor
- "Solens kantikel" (St Frans af Assisi ) (1944) - kantate for kor